# إيوين ماكنتوش
إيوين دوغلاس ماكنتوش (بالإنجليزية: Ewen Douglas MacIntosh)‏ هو ممثل وكوميدي ويلزي ولد في يوم 25 ديسمبر 1973 في ويلز – 19 فبراير 2024). بدأ التمثيل خلال عقد تسعينيات القرن العشرين ومثل في العديد من المسلسلات والأفلام.